# Gudrun Höhl
Gudrun Höhl (* 21. Januar 1918 in Marktbreit; † 30. August 2009 in Mannheim) war eine deutsche Geographin. Sie war eine der ersten Lehrstuhlinhaberinnen im Nachkriegsdeutschland.

## Werdegang
Gudrun Höhl studierte an den damaligen Hochschulen bzw. Universitäten Bayreuth, Göttingen und Prag Geographie, Geschichte und Deutsch. Ihr Studium beendete sie im Jahre 1942 mit der Promotion zum Dr. phil. mit einer stadtgeographischen Arbeit über Bayreuth an der Universität Prag. Nach dem Zweiten Weltkrieg war Höhl Dozentin für Geographie an der Universität Bamberg und ab 1950 wissenschaftliche Assistentin am Geographischen Institut der Universität in Erlangen, wo sie sich 1959 mit einer Arbeit zur Stadtgeographie Frankens habilitierte. Damit war sie eine von nur acht Frauen, die zwischen 1949 und 1970 an der FAU ihre Habilitation erlangten.
1964 ging Höhl als außerplanmäßige Professorin nach Saarbrücken. 1965 erhielt sie einen Ruf auf den Lehrstuhl für Physische Geographie und Länderkunde des Geographischen Institutes der Wirtschaftshochschule Mannheim, die kurz darauf zur Universität erhoben wurde. Höhl war damit die erste Frau in Deutschland, die einen Ruf auf einen Lehrstuhl für Geographie erhielt. Über viele Jahre hinweg war sie die einzige ordentliche Hochschullehrerin für Geographie in der BRD.
Bei Gudrun Höhl studierten unter anderem Wilfried Schweinfurth und Ingrid Dörrer, mit der sie den Aufbau des Geographischen Instituts der Universität Mannheim vorantrieb. Gudrun Höhl war auch lange Zeit Vorsitzende des Vereins für Naturkunde Mannheim und bis zuletzt Präsidentin der Humboldt-Gesellschaft für Wissenschaft, Kunst und Bildung in Mannheim.
Nachfolger von Gudrun Höhl auf den Lehrstuhl für Physische Geographie und Länderkunde am Geographischen Institut der Universität Mannheim war Peter Frankenberg, der spätere Wissenschaftsminister von Baden-Württemberg. Er hatte das Amt von 1988 bis zu seinem Wechsel in die Politik 2001 inne. Das Geographische Institut wurde 2003 geschlossen.
Höhls wissenschaftlicher Nachlass befindet sich heute im Archiv für Geographie des Leibniz-Instituts für Länderkunde.

## Ehrungen
Für ihre Verdienste in der Wissenschaft erhielt Höhl das Bundesverdienstkreuz 1. Klasse. 2007 wurde sie Ehrenpräsidentin der Humboldt-Gesellschaft Mannheim und Ehrenmitglied des Deutschen Akademikerinnenbunds (DAB). Die Gemeinde Auleben ernannte sie 2008 zur Ehrenbürgerin.

## Schriften (Auswahl)
- Bamberg. Eine geographische Studie der Stadt (= Erlanger geographische Arbeiten; H. 4). Fränkische Geographische Gesellschaft, Erlangen 1957 (zuerst veröffentlicht in: Mitteilungen der Fränkischen Geographischen Gesellschaft. Bd. 3. 1956).
- Fränkische Städte und Märkte in geographischem Vergleich. Versuch einer funktionell-phänomenologischen Typisierung, dargestellt am Raum von Ober-, Unter- und. Mittelfranken (= Forschungen zur deutschen Landeskunde; Bd. 139). Bundesanstalt für Landeskunde und Raumforschung, Bad Godesberg 1960.
- Architektur in Mannheim 1918–1939 von Monika Ryll (Bearbeitung), Claudia Brandt, Aina Hedström, Gudrun Höhl, Volker Keller, Barbara Kilian, Christmut Präger, Helga Purm, Hanspeter Rings. Verlag Edition Quadrat, Mannheim 1994. ISBN 3-923003-59-5.